# Mesoplia bifrons
Mesoplia bifrons är en biart som först beskrevs av Fabricius 1804.  Mesoplia bifrons ingår i släktet Mesoplia och familjen långtungebin. Inga underarter finns listade i Catalogue of Life.